# Liane Birnberg
Liane Birnberg (* 1948 in Bukarest) ist eine Malerin und Komponistin.

## Leben
Liane Birnbergs jüdische Eltern stammen aus der Bukowina, (Czernowitz). Sie waren Überlebende der Deportationslager in Transnistrien. Mit der Geschichte ihrer Eltern setzte sich Liane Birnberg in dem Projekt Schichtungen im Haus am Kleistpark in Berlin 2008 auseinander.
Birnberg besuchte die Musikschule Dinu Lipatti mit dem Hauptfach Violine und studierte anschließend von 1967 bis 1972 Musik am Konservatorium Ciprian Porumbescu (heute Universitatea Națională de Muzică București). Sie schloss sich der ersten Frauenband Europas Venus an und leitet die Popband Venus L. und Menorah. Sie arbeitete freiberuflich als Schauspielerin, Sängerin und Komponistin für Filmmusik. 1977 konzertierte sie in Israel.
Im Jahr 1978 übersiedelte sie in die BRD (Bundesrepublik Deutschland) und wirkte als Musiklehrerin in Köln. 1981 folgte ein Aufenthalt in Lagos/Nigeria. Sie schloss Bekanntschaft mit dem nigerianischen Künstler Bruce Onobrakpeya. Von 1982 bis 1988 lebte sie in Atlanta, gab Kurse am Atlanta College of Art mit Katherine Mitchell und war Mitglied der Künstlergruppe „Ariel“.
Seit 1989 lebt Birnberg in Berlin. Sie ist Mitglied im Bundesverband Bildender Künstlerinnen und Künstler und der International Association of Art.
Sie ist verheiratet und hat einen Sohn.

## Performances
- 1987: Legends mit Lee Heuerman, Goethe Institute, Atlanta, Konzertperformance, Komposition: Liane Birnberg
- 1995/1996: Cello extrem, Cello Continu, Nah und weit mit Andreas Weller (Cello, Elektronik) verschiedene Galerien, Berlin, Komposition, Stimme und Klavier: Liane Birnberg
- 1998: Fin (dt. „Heu“) für Stimme, Tonband, Klangbrücke und Flöte mit Stephanie Wolff, Centrum Judaicum, Berlin, Komposition: Liane Birnberg
- 2000: Parfume as old as sleep für Stimme, Flöte, Bassflöte und Kinderglockenspiel mit Stephanie Wolff und Monika Ritter von Hattingberg, Literaturhaus Berlin, Komposition:Liane Birnberg

## Ausstellungen (Auswahl)
- 1985: Highland Gallery, Atlanta
- 1986–1988: Galerie stil und bruch, Berlin, E
- 1986–1988: Soundshapes, Goethe Institute, Atlanta, E
- 1986–1988: Swan Coach House, Atlanta, E
- 1991: Malerei und Zeichnung, studio bildende kunst, Berlin, E
- 1986–1988: Ariel Gallery, Atlanta
- 1992: studio bildende kunst, Berlin, E
- 1993: works of paper and canvas, Tula Arts Foundation, mit Joan Silver, Atlanta, E
- 1994: Juette Fine Arts Center, mit Pachovski, Atlanta
- 1995: Expresionism in German Art, Kennedy State College Gallery, mit Fetting, Beuys, Ohm etc., Kennedy, USA
- 1995: Galerie am Scheunenviertel, Berlin, E
- 1998: Franz Spiegel Buch, Ulm, E
- 1998: Malerei und Skulptur, Guardini Stiftung, mit Schewski-Rühling, Berlin
- 2000: Museum Centrum Judaicum, mit Blumenberg, Berlin
- 2000: Hommage für John Berger, Literaturhaus, Berlin
- 2001: Tea with me, MAE, Berlin, E
- 2001: Tea with me, Akademie der Künste, Berlin/Buch, E
- 2001: Tea with me 1, Kunstraum 4. Stock, Solothurn E
- 2004:- Valparaiso, Mojácar|Mojacar, Spanien
- 2005: 3 pintoras da Alemanha, Galeria de Arte,  mit Kerma, Lepke, Guarda, Portugal
- 2006: Art Zürich, Schweiz
- 2006: Gq3, mit Berger, Biel, Schweiz
- 2005: Galeria de Arte, mit Kerma, Lepke, Guarda, Portugal
- 2007: Atlanta Museum of Contemporary Art, USA
- 2008: Schichtungen, Haus am Kleistpark, mit Varda Getzow, Berlin[2][3][4]
- 2011: Imagine, Piccola Galeria, Venedig, E[5]
- 2012: because wings are made to fly, MNAC - Muzeul Naţional de Artă Contemporană Bucuresti, Bukarest[6][7]
- 2013: no translation required, Emory Gallery, Atlanta, mit Mitchell[8]
- 2014: weder gedanken noch keine, Galerie Florian Sundheimer, München[9]
- 2016: Dark comes between steps, Broadway North Gallery, New York, E[10]
- 2017: Zeichnungen Liane Birnberg, gewidmet John Berger, Galerie Florian Sundheimer, München E
- 2018: Words from a foerign language, Japanisch-Deutsches Zentrum Berlin, E[11][12]
- 2019: Kunstverein Dahlenburg, Dahlenburg, E[13]

## Stipendien und Auszeichnungen
- 1992: Akkumulierte Musik und Malerei, Projektstipendium des Senats für Kulturelle Angelegenheiten, Berlin,
- 1993: Works, Tula Arts Foundation, Atlanta, Auslandsstipendium
- 2000: Und unsere Gesichter vergänglich wie Fotos, Projektstipendium des Senats für Wissenschaft und Kultur und dem Literaturhaus, Berlin
- 2001: Werkstipendium Solothurn, Schweiz
- 2002: Werkstipendium Krems, Österreich
- 2004: Werkstipendium, Valparaico Foundation Mojacar, Spanien
- 2006: Werkstipendium, Stichting Atelierbeheer Slak, Arnheim
- 2011: Fostering Artistic Practices, Venedig, Kunstpreis,[14]

## Filmografie
- 1971: Urmarirea (Die Verfolgung), Fernsehfilm, Regie: Radu Gabrea[16] Darstellerin
- 1971: Insolatie, Regie Boris Ciobanu, mit Musik von Johny Raducanu, Darstellerin
- 1972: Aventuri la Marea Neagra, Regie Savel Stiopu, Darstellerin
- 1974: Concert din muzică de Bach, Bukarest, Filmmusik und Darstellerin
- 1975: Lapona Enigel Essayfilm, Bukarest, Darstellerin
- 2008: Liane Birnberg`s Atelier und die Geschichte ihres Vaters, Baruch David, von Renate Sami, Dokumentarfilm über Liane Birnberg
- 2008: Bukarest damals, Barbara Kaspar[17]  Dokumentarfilm über Liane Birnberg